# ابواسحاق اسفراینی
ابواسحاق، ابراهیم اسفراینی ملقب به رکن‌الدین (؟ - ۱۰۲۷م) (نسب: ابراهیم بن محمد بن ابراهیم بن مهران) فقیه اصولی، آموزگار و محدث ایرانی خراسانی در سدهٔ چهارم هجری بود. ابن تغری او را نخستین فقیهی دانسته که به او لقب داده‌اند. در اسفراین پرورش یافت، سپس به نیشابور رفت و مدرسه‌ای بزرگ برای او بنیان نهادند، در آن به تدریس پرداخت. به دیگر مناطق خراسان و بیشتر عراق سفر کرد و مشهور شد. الجامع در اصول دین را در پنج جلد نگاشت. رسالهای در اصول فقه را نیز نوشت. در روایت حدیث او را موثق می‌دانند. مناظراتی با معتزله داشته‌است. در نیشابور درگذشت و در اسفراین دفن شد.